# De ondankbare zoon
De ondankbare zoon is een sprookje uit Kinder- und Hausmärchen, de verzameling van de gebroeders Grimm, met als nummer KHM1145. De oorspronkelijke naam is Der undankbare Sohn.

## Het verhaal
Een man en vrouw zitten voor de deur van hun huis en willen een kip eten. De man ziet zijn oude vader lopen en verstopt de kip. De oude man drinkt wat en gaat weer weg. De zoon wil de gebraden kip pakken, maar het dier is veranderd in een grote pad. De pad springt in zijn gezicht en blijft daar zitten. De ondankbare zoon moet de pad elke dag eten geven, anders neemt hij een hap uit zijn gezicht. Zo dwaalt hij rusteloos door de wereld.

## Achtergronden bij het verhaal
- Het sprookje komt uit Schimpf und Ernst (1522) van Johann Pauli.
- Het verhaal is al bekend in de dertiende eeuw en komt veel voor in middeleeuwse exempel-verzamelingen.
- Kinderlijke ondankbaarheid is ook het thema in De oude grootvader en zijn kleinzoon (KHM78).
- Vergelijk ook De arme jongen in het graf (KHM185) en De engelen van de seizoenen.